# Neuropatía motora multifocal
La neuropatía motora multifocal (NMM) es una enfermedad autoinmune  que produce un debilitamiento gradual de los músculos de las extremidades. La afección, una neuropatía motora pura, puede confundirse en ocasiones con la esclerosis lateral amiotrófica (ELA) debido a la similitud de los síntomas, especialmente si hay fasciculaciones musculares presentes. La NMM es una enfermedad autoinmune y fue descrita por primera vez a mediados de los años ochenta.
A diferencia de la ELA, que afecta tanto a las motoneuronas inferiores y superiores, la NMM sólo afecta a los nervios periféricos motores. Sin embargo, el diagnóstico definitivo es difícil, y muchos pacientes reciben un diagnóstico erróneo de ELA durante meses e incluso años antes de que se rectifique el diagnóstico inicial.
Por lo general, la NMM cursa sin dolor, aunque calambres musculares, espasmos y contracciones nerviosas pueden causar dolor en algunos pacientes. La NMM no es mortal, y no reduce la esperanza de vida. Muchos pacientes, una vez bajo tratamiento, solo experimentan leves síntomas durante períodos prolongados, aunque la afección sigue progresando lentamente. Pero la NMM puede producir una discapacidad significativa, con pérdida de función en las manos que afectan a la capacidad para trabajar y realizar las tareas cotidianas; y el "pie caído", que conlleva incapacidad para ponerse de pie y caminar; de ahí que algunos pacientes terminen necesitando ayudas técnicas como bastones, férulas y andadores.

## Los síntomas
La NMM suele comenzar en una o ambas manos, y se caracteriza por debilidad, atrofia muscular, calambres y a menudo fasciculaciones profusas (espasmos musculares). Los síntomas son progresivos durante largos períodos de tiempo, a menudo de una manera gradual.
Por lo general los nervios sensoriales no se ven afectados.
La caída de la muñeca y la caída del pie (que conduce a tropezones y caídas) son síntomas típicos. Otros efectos pueden incluir la pérdida gradual de la extensión de los dedos, lo que produce un aspecto de garra. Las temperaturas extremas (tanto frío como calor) exacerban los síntomas de la NMM, hasta el punto de que, a diferencia de otras neuropatías, se investigando su uso como herramienta diagnóstica.

## Tratamiento
La neuropatía motora multifocal es tratada normalmente mediante la administración de inmunoglobulina intravenosa (IGIV), que puede ser muy eficaz en muchos casos, o terapia inmunosupresora con ciclofosfamida o rituximab. El tratamiento con esteroides (prednisona) y la plasmaféresis ya no se consideran tratamientos útiles; y la prednisona puede incluso exacerbar los síntomas. La IGIV es el tratamiento principal, con una respuesta positiva en aproximadamente un 80% de los pacientes. Por lo general el tratamiento requiere infusiones regulares en intervalos desde una semana a varios meses. Los otros tratamientos se toman en consideración en caso de falta de respuesta ante la IGIV, o, a veces debido al alto coste de la inmunoglobulina. Se está investigando el uso de la inmunoglobulina subcutánea como una alternativa menos invasiva y más conveniente a la IGIV.